# セレナーデ・トゥ・ア・ソウル・シスター
『セレナーデ・トゥ・ア・ソウル・シスター』（Serenade to a Soul Sister）は、アメリカ合衆国のジャズ・ピアニスト、ホレス・シルヴァーが1968年に録音・発表したスタジオ・アルバム。

## 背景
2回のセッションから成る作品で、シルヴァーとチャールズ・トリヴァーを除けば、各々異なるメンバーで録音された。収録曲のうち「ネクスト・タイム・アイ・フォール・イン・ラヴ」は、トリオ編成による録音である。
LPのB面に収録された3曲には、ベニー・モウピン、ジョン・ウィリアムス、ビリー・コブハムといった、シルヴァー・クインテットの新メンバーが参加しており、コブハムはジャケット写真の撮影も担当した。全曲ともインストゥルメンタルだが、シルヴァーは「サイケデリック・サリー」と「ジャングル・ジュース」の歌詞も書いており、「ネクスト・タイム・アイ・フォール・イン・ラヴ」に関しては、シルヴァーの友人のロンネル・ブライトが歌詞を提供している。

## 反響・評価
アメリカでは総合アルバム・チャートのBillboard 200入りは果たせなかったが、『ビルボード』のR&Bアルバム・チャートでは41位に達した。スティーヴ・ヒューイはオールミュージックにおいて5点満点中4.5点を付け、全体像に関して「ホレス・シルヴァーがブルーノートに残した作品の中でも、後期の傑作の一つで、このピアニストの作品の中でも特に、癖になりそうな楽しさと快活さが押し出された作品の一つ」、収録曲「サイケデリック・サリー」に関して「シルヴァーの音数が少なくリズミックなピアノは、ファンキーと形容されることが多いが、この曲ではメンフィス・ソウル風の嬉々としたホーン・テーマとファンキーなベース・リフに乗せて、より明瞭かつ現代的な方向性の演奏を披露している（彼がその後、この着想を追求していかなかったのは残念だ）」と評している。

## 収録曲
全曲ともホレス・シルヴァー作。
1. サイケデリック・サリー - "Psychedelic Sally" - 7:17
2. セレナーデ・トゥ・ア・ソウル・シスター - "Serenade to a Soul Sister" - 6:21
3. レイン・ダンス - "Rain Dance" - 6:24
4. ジャングル・ジュース - "Jungle Juice" - 6:48
5. カインドレッド・スピリッツ - "Kindred Spirits" - 5:58
6. ネクスト・タイム・アイ・フォール・イン・ラヴ - "Next Time I Fall in Love" - 5:20

## 参加ミュージシャン
- ホレス・シルヴァー - ピアノ
- チャールズ・トリヴァー（英語版） - トランペット (#6を除く全曲)
- スタンリー・タレンタイン - テナー・サクソフォーン (on #1, #2, #3)
- ベニー・モウピン - テナー・サクソフォーン (on #4, #5)
- ボブ・クランショウ（英語版） - エレクトリックベース (on #1)、ベース (on #2, #3)
- ジョン・ウィリアムス - ベース (on #4, #5, #6)
- ミッキー・ローカー - ドラムス (on #1, #2, #3)
- ビリー・コブハム - ドラムス (on #4, #5, #6)